# Листувата
Листувата — одна из вершин в Украинских Карпатах. Принадлежит к горному массиву Гринявских гор. Расположена в пределах Верховинского района Ивано-Франковской области.
Высота горы — 1525 м. Поверхность округлая, склоны средней крутизны. Состоит из песчаников. Покрытая разнотравно-злаковыми лугами, которые формируются на дерново-бурозёмных почвах. Луга используют как пастбища.